# Eupithecia gelidatoides
Eupithecia gelidatoides là một loài bướm đêm trong họ Geometridae.